# Leukociti
Leukociti (grč. λευκός, leukós - bijeli + κύτος, kýtos - stanica, šupljina) ili bijele krvne stanice su krvne stanice imunološkog sustava čija je osnovna uloga zaštita organizma od mikroorganizama (bakterija, virusa, gljivica i parazita) te stranih tijela koji prijeđu prirodne barijere kože i sluzokože. Postoji pet osnovnih vrsta leukocita koji se razlikuju prema izgledu, zastupljenosti, mjestu nastanka i funkciji.
Životni vijek leukocita je u prosjeku 3 do 6 dana, a nastaju u koštanoj srži i limfnim čvorovima i prsnoj žlijezdi. Promjer im se kreće od 8 do 12 mikrometara, a njihov je broj od 4 do 9x109 u litri krvi. Broj leukocita može varirati tijekom različitih fizioloških uvjeta i starenjem.

## Kemijska i fizikalna svojstva
Leukociti sadrže oko 80% vode, velike količine glikogena koji služi kao izvor energije, nukleoproteida, histamin i heparin. Od fizičkih osobina najvažnije je ameboidno kretanje kojim leukociti procesom kemotaksije prelaze iz krvi u čvrsta tkiva.
Živi leukociti nemaju konkretnu nijansu citoplazme. Jezgre u nekim slučajevima osvjetljenja mikroskopom mogu imati zelenkastu nijansu zbog ogiba svjetla, a kod neutrofila su i zaista zelenkaste jer sadrže veliku količinu mijeloperoksidaze. Velike nakupine leukocita su bijele zbog disperzije svjetla, odnosno zelenkaste u slučaju neutrofilije.
Fiksirani i obojani klasičnim postupcima iz porodice Romanovskijevih bojanja, imaju plavoljubičastu jezgru, a citoplazmatske granule ljubičaste, blijedoljubičaste ili narančasto-ružičaste boje.

## Građa
Oblik leukocita se razlikuje ovisno o vrsti. U nepodraženom stanju, svi su leukociti periferne krvi okruglog oblika. Osnovna karakteristika nekih vrsta leukocita su specifične citoplazmatske granule. Ovisno o tome imaju li ili nemaju granule, dijele se na:
- granulocite ili polimorfonuklearne leukocite, u koje spadaju neutrofili, eozinofili i bazofili. Neutrofili sadrže granule koje se slabo boje i to neutralnim bojama. Granule eozinofila boje se kiselim bojama, a granule bazofila lužnatim bojama. Obojana zrnca sadrže niz enzima i drugih tvari s antimikrobijskim djelovanjem i imaju ulogu uništenja i razgradnje mikroorganizama koje leukocit unese u citoplazmu procesom fagocitoze.

- agranulocite ili mononuklearne leukocite koji pod optičkim mikroskopom prividno ne sadrže citoplazmatska zrnca. U ovu skupinu spadaju limfociti, monociti i makrofagi.

## Vrste leukocita
| vrsta               | izgled Romanovski-bojane stanice pod mikroskopom | skica | prosječan postotak u krvi odraslog čovjeka | promjer [μm]            | funkcija | jezgra                | boja granula tretiranih Romanovskijevim bojama                           | životni vijek                                                                    |
| ------------------- | ------------------------------------------------ | ----- | ------------------------------------------ | ----------------------- | --- | --------------------- | ------------------------------------------------------------------------ | -------------------------------------------------------------------------------- |
| neutrofil           |                                                  |       | 62 %                                       | 10–12                   | - uništavanje bakterija - uništavanje gljivica | više režnjeva         | blijedo ružičasta                                                        | 6 sati – nekoliko dana                                                           |
| eozinofil           |                                                  |       | 2.3 %                                      | 10–12                   | - uništavanje makroskopskihparazita - reguliranje alergijskih upalnih reakcija | dva režnja            | crveno-narančasta                                                        | 8–12 dana (u krvotoku 4 – 5 sati)                                                |
| bazofil             |                                                  |       | 0.4 %                                      | 12–15                   | - oslobađanje histamina kod upalnih procesa | dva ili tri režnja    | tamno ljubičasta                                                         | od nekoliko sati do nekoliko dana                                                |
| limfocit            |                                                  |       | 30 %                                       | 7–8                     | - B limfociti: proizvodnja antitijela (imunoglobulina); sudjeluju u aktivaciji T limfocita - T limfociti: - CD4+ Th (T helper) limfociti: aktivacija i regulacija T i B limfocita - CD8+ citotoksični T limfociti: uništavanje stanica zaraženih virusima i tumorskih stanica. - γδ T limfociti: veza izmežu urođene i usvojene imune reakcije; fagocitoza - regulacijski T limfocit (''T suppressor''): vraća funkcioniranje imunološkog sustava u normalno stanje nakon infekcije; sprječava autoimune bolesti - NK (''Natural killer'') limfocit: uništavanje stanica zaraženih virusima i tumorskih stanica. | okrugla, decentrirana | azurofilne granule u NK-limfocitima i citotoksičnim (CD8+) T-limfocitima | godinama za stanice imunološke memorije, nekoliko tjedana za ostale limfocite.   |
| Monocit             |                                                  |       | 5.3 %                                      | 7.72–9.99               | - migrira iz krvotoka u tkiva - diferencira se u fiksne ili tkivne makrofage | bubrežasta            | nema                                                                     | nekoliko sati do nekoliko dana                                                   |
| Makrofag            |                                                  |       |                                            | oko 21 ponekad do 60–80 | Nastaje aktivacijom monocita. - Fagocitoza i razgradnja staničnih ostataka i različitih patogena - stimuliranje limfocita i ostalih stanica imunološkog sustava koje reagiraju na patogen | promjenjivog oblika   | nema                                                                     | nakon aktivacije: nekoliko dana neaktiviran: nekoliko mjeseci do nekoliko godina |
| Dendritička stanica |                                                  |       |                                            |                         | Potječe i iz limfoidne i mijeloidne linije. - prezentira antigene koji aktiviraju T-limfocite |                       | nema                                                                     | sličan makrofagu                                                                 |

## Razvoj i životni vijek
Životni vijek leukocita je različit, ovisno kojoj vrsti pripadaju. Neki leukociti koji se razviju u koštanoj srži tamo ostaju pohranjeni dok za njima ne nastane potreba. Primjerice, granulociti nakon ulaska u krv žive još oko 5 dana. Glavna zadaća leukocita je obrana organizma od stranih, opasnih napadača (antigena), što su prvenstveno mikroorganizmi.
Granulociti se stvaraju u jetri fetusa, a kod djece i zdravih osoba u koštanoj srži. Limfociti se stvaraju uglavnom u slezeni i limfnim čvorovima, a monociti u koštanoj srži.